# René Battaglia
René Battaglia (27 de novembro de 1939) é um antigo halterofilista monegasco. Participou dos Jogos Olímpicos de Verão de 1964, na cidade de Tóquio, e ficou em 16° lugar.